# Constantin d'Ostrovica
Constantin Mihailovic d'Ostrovica (1435 - vers 1500) est un militaire serbe du XVe siècle connu pour avoir participé à la prise de Constantinople et avoir publié une œuvre connue en français sous le titre de Mémoires d'un janissaire. 
Il est souvent appelé à tort « le janissaire polonais », mais il est indéniablement d'origine serbe. En tant que cavalier, il fait partie du contingent serbe,  alors vassal des Ottomans, aux côtés de l'armée ottomane, au siège de Constantinople qui aboutit à la prise de la ville (29 mai 1453) et à la destruction de l'Empire byzantin. Par la suite, il est capturé par les Ottomans en 1455 lors de la prise de Novo Brdo et incorporé de force dans les rangs des janissaires, avec lesquelles il prend part à diverses campagnes. Capturé en 1463 par les Hongrois au cours d'une campagne en Bosnie, il abjure sa foi musulmane et redevient chrétien. Vers la fin de sa vie, entre 1496 et 1501, il rédige sa biographie connue sous le nom de Pamigtniki Janczara czyli Kronika Turecka Konstantego z Ostrowicy napisana niedzy (Mémoires d'un janissaire ou la chronique turque de Constantin d'Ostrovica). Le texte original, perdu, était peut-être écrit en slavon, mais seules des éditions ultérieures en polonais et en tchèque ont survécu.